# Odynerus subventricosus
Odynerus subventricosus är en stekelart som beskrevs av Giordani Soika. Odynerus subventricosus ingår i släktet lergetingar, och familjen Eumenidae. Inga underarter finns listade i Catalogue of Life.